# Hospital d'En Bou
L'Hospital d'En Bou, situat prop de la porta de Russafa de la muralla de València, va ser un hospital valencià per a atendre als pescadors pobres, fundat, sufragat i fornit al segle xiv, abans de febrer del 1395, a la Ciutat de València, per Pere Bou.

## Història
Al febrer de 1395, apareix citat en un document d'empadronament:
| « | Portal de Ruçaffa, prop l'hospital d'En Pere Bou | » |

Al protocol de les voluntats pòstumes datat el 1399, Pere Bou s'aclareix qualsevol dubte sobre la seva autoria: «Spital que yo he obrat».
Pel que fa al seu destí, tradicionalment ha estat considerat com reservat pels pescadors malalts. L'origen d'aquesta destinació específica, es remunta al religiós i investigador valencià del segle xviii, Josep Teixidor i Trilles (OP), que ha influït als posteriors investigadors.

Així relata Mercedes Gallent Marco el destí de l'ús de l'hospital:
| « | (castellà) Reconstruir el procés seguit pels hospitals a la València medieval significa (...) Al llarg del segle xiv, van seguir fundant-se nous hospitals, bé a causa de la iniciativa particular (En Clapers, Beguins, En Soler, En Conill, i En Bou, que acollia els pescadors malalts), bé a causa de la iniciativa religiosa, especialment de confraries i del bisbat (Pobres Sacerdots i Sant Antoni, especialitzat en els malalts d'ignis sacer i creat per l'ordre hospitalària de Sant Antoni. | » |
| — Problemes fonamentals al voltant de la història de la Sanitat Medieval a la Península Ibèrica, Mercedes Gallent Marco | |   |

i amb el mateix sentit José Hinojosa Montalvo:
| «                                                                                | (castellà) A partir de la conquesta de València es van fundar en aquesta ciutat una sèrie d'hospitals. Uns creats pels propis reis: Sant Vicent (Jaume I) i Santa Llúcia o “de la Reyna” (Na Constança); altres per les ordres hospitalàries: Sant Joan de Jerusalem i Santa Maria de Roncesvalls; a iniciatives particulars: Sant Guillem; algun, com el de Sant Llàtzer, d'origen desconegut. Nous centres van continuar fundant-se al segle xiv, per iniciatives particulars: En Soler, En Conill, En Bou, En Clapers o Beguins; o religioses: Pobres Sacerdots i Sant Antoni, especialitzat en els malalts de l'anomenat “mal de Sant Antoni” o “ignis sacer.” | » |
| — Diccionario de Historia Medieval del Reino de Valencia, José Hinojosa Montalvo | |   |

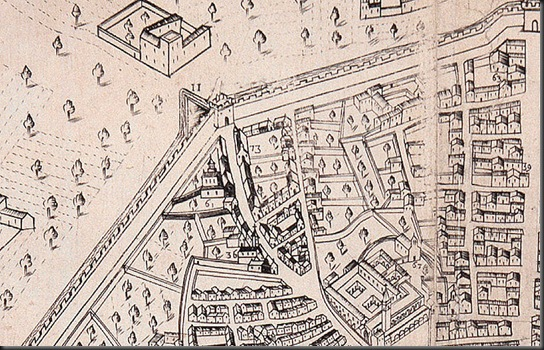
Part del plànol de València on trobem l'Hospital d'En Bou marcat amb el 61

D'acord amb les darreres investigacions, hi ha una connexió entre l'atribuït destí a pescadors malalts, amb les concessions d'explotació de l'Albufera i del terç del dime del peix del mar, el concessionari de la seva explotació econòmica, era el mateix Pere Bou, fundador de l'hospital. També cal considerar que el carrer paral·lel a l'hospital, a uns metres de l'Hospital d'En Bou, va rebre durant molts anys el nom de Carrer Nou de Pescadors, tal com apareix al Plànol del Pare Tosca de 1704.
Si comparem els plànols de la Ciutat de València realitzats per Tosca (1704 i la seua versió de 1738) amb el realitzat per Antonio Mancelli el 1608, es podria deduir que al principi, el 1399, l'edifici de l'hospital era rectangular i tenia aproximadament una superfície de 180 a 200 m² per planta. És probable que tinguera dos pisos i un petit hort adjacent per subministrar aliments i plantes medicinals. Amb el temps i les diferents generacions d'hereus de la família Bou, l'hospital s'amplià incorporant dues naus laterals i una tercera paral·lela a la nau original, fins a perfilar un edifici de planta quadrangular amb un petit claustre central, tal com apareix al plànol de Tosca. No obstant, convé destacar que aquesta deducció es basa exclusivament en la comparació dels plànols esmentats, el que implica que es dona per suposat que els dibuixos dels edificis, especialment el de Mancelli, eren correctes. Per tant, també és possible que l'hospital haguera estat concebut des del principi com apareix al plànol de Tosca, és a dir, com un edifici quadrangular amb un claustre al centre, si el dibuix de Mancelli no fos una reproducció fidel. Això era, de fet, el model utilitzat en altres hospitals contemporanis, com el d'En Clapers, que també tenia un claustre central.

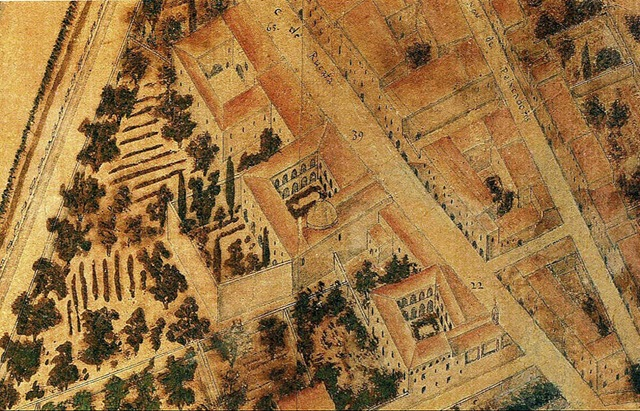
Plànol del Pare Tosca amb l'Hospital d'En Bou marcat amb el 65.

Pel que fa a la seva distribució i aspecte, a més de l'hort, l'hospital comptava amb una capella, dedicada a Santa Bàrbara, Santa Caterina i Santa Margarida, que estava situada a la planta inferior, i on es van disposar els enterraments de generacions posteriors de la família Bou. A la mateixa planta inferior, també hi havia una estança destinada a cuina i dispensari. Des de la seva fundació, l'Administració va estar en mans de la família Bou. Al principi, va ser gestionat pel mateix fundador Pere Bou i després de la seva mort al 1399, va passar a ser gestionat per la seva dona Jaumeta Àguila, amb el seu fill, el cavaller Guerau Bou i Àguila; posteriorment, després de la mort de la seva mare, únicament, per aquest, i després de la seva mort, pels seus successius descendents. La seva gestió va ser lloada pels seus coetanis, com es recull "Resum Historial, de la fundació, de la ciutat de València..." de obra escrita el 1738, per l'il·licità Pasqual Esclapés de Guillò, on es va destacar que el centre sanitari havia esquivat crisis i moments difícils gràcies als "hàbils Administradors" al capdavant. El darrer descendent de la família Bou que va exercir com a administrador de l'hospital va ser José María Pascual del Pobil Martos, sisé baró de Finestrat.
Amb els anys, l'Hospital va quedar al marge de la unificació de centres sanitaris assistencials que van donar lloc a l'Hospital General de València. El 1847, es va unir a l'Hospital General quan només tenia una finca, que es va utilitzar com a magatzem de gra i fusta, i va caure en desús a causa d'un incendi.
El 1860, els hereus de la família, que es trobaven en ple litigi per determinar qui era el legítim, van reclamar que els terrenys que ocupava l'hospital foren declarats com a propietat particular. Per Reial Ordre del 2 de setembre de 1862, es va declarar d'interès general a causa del seu estat d'abandonament i es va posar a subhasta. Part del barri de pescadors es va construir sobre els 10.000 m² dels terrenys de l'antic Hospital de Pescadors. Entre altres edificis, es va construir el Teatre Eslava, inaugurat al Nadal, el 24 de desembre de 1908, en un espai on abans es trobava el solar de l'Hospital d'En Bou.
L'enderrocament de l'Hospital d'En Bou va representar una de les majors pèrdues arquitectòniques de la història recent de València, ja que la seva decoració era d'una gran bellesa, gràcies a la combinació d'elements de tradició àrab, nassarita i mudèjar; la decoració era exquisida, fastuosa i espectacular. Aprofitant part de l'antiga estructura, una de les escales era festonejada i amb diverses voltes de pedra, i també hi havia un escut amb un bou que portava una corona de marqués a la seva façana. Aquestes eren les restes de l'Hospital d'En Bou... Amb el temps el teatre Eslava va ser substituït per edificis de nova construcció, com també ho va ser l'hospital.

## L'escut dels Bou[7]

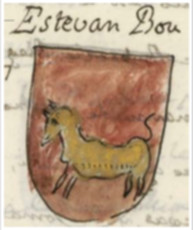
Escut dels Bou tal com el descriu mossén Jaume Febrer a la troba CXIII.

Una referència a l'escut dels Bou, en concret a Estevan de Bou, que vingué a la conquesta de València des del Camp d'Urgell, la trobem a les Trobes de mossén Jaume Febrer:
| «                      | ESTEVAN DE BOU. TROBA CXIII. Aquest Bou de or en camp colorat, Esteve de Bou portaba en lo escut, Quant a vostron Pare molt valent è osat Asisti en Valencià, è en ella heretat Resta ricament Dihuen fonch vengut De lo Camp de Urgell, com hom de remensa. Ab gent a sa costa. Son fill Berenguer En Murcia os servi, é fent ell la expensa A sa compania, no té recompensa Del Rey, ni de vos, segons son valers Premiulo, Senyor, puix lheu menester. | » |
| — Trobes, Jaume Febrer | |   |